# Алтщат-Лехл
Алтщат-Лехл е 1-ви район на град Мюнхен, провинция Бавария, Германия, който включва историческите квартали Алтщат и Лехл (на баварски диалект: Oidstod и Lechl)

## Местоположение
Районът обхваща историческия квартал Aлтщат (Староград, както е определено и наименованието Altstadtring) и зелената зона, която е прикрепена към жилищната част на североизток. Той обхваща също Изар и английските градини на изток и има оста на Prinzregentenstraße за граница на север.

## Алтщат
Мюнхен претърпява първото си градско разширение при управлението на Лудвиг Баварски между 1285 и 1347, когато в Стария град се оформят четири квартала:
- Кройцфиртел (на немски: Kreutzviertel, Квартал на Кръста) в северозападната част с граници Кауфингерщрасе/Нойхаузер на юг и на Вайнштрасе/Театинерщрасе на изток. Кварталът е църковно-духовен център, който за първи път се споменава в исторически документ от 29 декември 1458. Кройцфиртел е кръстен в чест на Kreuzgasse: улица, която днес приблизително отговаря на Promenadenplatz и Pacellistraße. Произходът на името е ясно, а друго име, използвано през годините е Eremitenviertel.
- Грагенауер Фиртел в североизточната част на Алтщат с граници Тал на юг и Динерщрасе на Запад. Предпочитано жилищно място за дребната аристокрация, може би поради близостта до Старото Копито. Този квартал на града е за първи път споменават също на 29 декември 1458, като названието му произлиза от местната дума за Гарван или Врана. Алтернативно название е Вилбрехтсфиртел по името на някогашен първенец, живял в квартала. Данни от данъчни регистри сочат, че до XVI век месторайонът се счита за район извън градската стена и съвременната Prinzregentenstrasse.
- Aнгерфиртел в югоизточната част, с граници Tал на север и Зендлингерщрасе на запад. Търговците на Мюнхен предимно са живели тук, като първото споменаване в документация е от 15 септември 1508. Името на квартала означава „общинска поляна“, която е в областта на съвременния Санкт Якобс плац при Мюнхенския градски музей и Новия еврейски център. Друго име за това пространство е Rindermarktviertel.
- Хакенфиртел в югозападната част с граници Кауфингерщрасе на север и Зендлингерщрасе на юг. Търговците също са предимно живели тук. Името за първи път е регистрирано на 29 декември 1458. Името следва да се превърне ода като „затворена територия“, тъй като районът е бил включен в градските стени. Алтернативно име за Hackenviertel е Kramerviertel.

## Лехел
Лехл се смята популярно за „най-старият квартал на Мюнхен“, но всъщност той е официално включен в състава на града едва през 1724.
Кварталът е бил бедняшки в по-стари времена, но се е превърнал в много скъп жилищен район днес с неокласически многофамилни жилищни сгради с апартаменти в началото на ХХ век и луксозни жилища през 1980-те години. Лехл днес е район на изкуствата. Той се намира в близост до зоните на изкуството като Държавният музей за етнология в Мюнхен – вторият по големина в Германия, Баварският Национален музей, Държавната археологическа колекция на Prinzregentenstrasse, която е сред най-големите европейски художествени и културно-исторически музеи. Близката Schackgalerie е важна галерия с германски картини от XIX век.
Има много теории за произхода на името на района. По-широко представената показва връзката с име „Лое“, на среднонемски, горногермански и през баварските диалекти – lohe, горичка. Много други места в съседство показват топонимични останки, напомнящи за тези гори, например Aугингер Лое, Ангерлое, Лохоф или Кеферлох. Това е в съответствие с факта, че старите жители на област свикнали да ги произнася район, като Lächl, с дълъг вокал. Само в последно време, в неуспешен опит да се адаптират старите Баварски диалектни думи в немския стандарт по поръчка на длъжностни лица на града и решение на местния обществен транспорт, много неместни жители приспособяват произношението с насочване към Лехел както е написано.
Според друга по-малко вероятна теория на унгареца György Dalos, развита в книгата му „Маджарски миниатюри“ Лехл получава името си в чест на маджарския пълководец Лехел, екзекутиран през 955 г. в Регенсбург.
Къщата в задния двор на Виденмайерщрасе в Лехл, по-късно разрушена и заменена с офис сгради на застрахователен фонд, е служила като фон за дърводелската работилница в детския филм „Майстор Едер и неговия Пумукъл“.

## Население
(към 31 декември на жителите с основно място на пребиваване)
| Година | Жители | от тях са чужденци | Площ (дка.) | Жители/дка. | Източник |
| ------ | ------ | ------------------ | ----------- | ----------- | --- |
| 2000   | 18 374 | 4219 (23,0%)       | 316.36      | 58          | Федералното Статистическо Управление Taschenbuch Мюнхен 2001. pdf-Download Архив на оригинала от 2006-02-21 в Wayback Machine. |
| 2001   | 18 462 | 4227 (22,9%)       | 316.36      | 58          | Федералното Статистическо Управление Taschenbuch Мюнхен 2002. Архив на оригинала от 2006-12-10 в Wayback Machine.              |
| 2002   | 18 193 | 4079 (22,4%)       | 316.36      | 58          | Федералното Статистическо Управление Taschenbuch Мюнхен 2003. Архив на оригинала от 2006-12-10 в Wayback Machine.              |
| 2003   | 18 159 | 4178 (23,0%)       | 316.35      | 57          | Федералното Статистическо Управление Taschenbuch Мюнхен 2004. Архив на оригинала от 2006-12-10 в Wayback Machine.              |
| 2004   | 18 210 | 4108 (22,6%)       | 316.39      | 58          | Федералното Статистическо Управление Taschenbuch На Града München, 2005. Архив на оригинала от 2006-11-11 в Wayback Machine.   |
| 2005   | 18 631 | 4261 (22,9%)       | 315.87      | 59          | Федералното Статистическо Управление Taschenbuch На Града München, 2006. Архив на оригинала от 2007-01-28 в Wayback Machine.   |

През 2004 г. на площ 316,39 ха живеят 58 жители на хектар